# Interblock Ljubljana
Interblock Ljubljana este un club de fotbal din Ljubljana, Slovenia.

## Lotul actual
'Din iulie 2009.
| Nr. |           | Poziție | Jucător                 |
| --- | --------- | ------- | ----------------------- |
| 1   | Slovenia  | P       | Janez Strajnar          |
| 2   | Slovenia  | M       | Nejc Skubic             |
| 5   | Camerun   | M       | Enow Juvette Tabot      |
| 6   | Slovenia  | F       | Alen Jogan              |
| 7   | Slovenia  | M       | Danijel Brezič          |
| 8   | Slovenia  | M       | Dejan Gerič             |
| 9   | Slovenia  | A       | Robert Berič            |
| 10  | Slovenia  | A       | Ermin Rakovič (căpitan) |
| 11  | Serbia    | A       | Vladimir Milenković     |
| 12  | Slovenia  | A       | Tomislav Mišura         |
| 16  | Slovenia  | A       | Luka Majcen             |
| 17  | Venezuela | A       | Gustavo Martinez        |
| 18  | Slovenia  | M       | Amer Jukan              |

| Nr. |           | Poziție | Jucător                |
| --- | --------- | ------- | ---------------------- |
| 19  | Slovenia  | F       | Aleš Kokot             |
| 20  | Camerun   | F       | Theophile Junior Ntamé |
| 21  | Anglia    | F       | Ben Gill               |
| 22  | Slovenia  | P       | Matjaž Rozman          |
| 23  | Slovenia  | F       | Boštjan Jelečevič      |
| 25  | Argentina | M       | Lucas Mario Horvat     |
| 27  | Slovenia  | M       | Josip Iličič           |
| 30  | Slovenia  | M       | Matic Fink             |
| 31  | Slovenia  | F       | Antonio Mlinar Delamea |
| 32  | Slovenia  | M       | Blaž Božič             |
| 33  | Slovenia  | F       | Suvad Grabus           |
| 35  | Slovenia  | F       | Matej Rapnik           |

## Jucători notabili
- Dario Zahora
- Robert Berić
- Danijel Brezič
- Sebastjan Čelofiga
- Marinko Galič
- Josip Iličić
- Amir Karić
- Igor Lazić
- Darijan Matič
- Zoran Pavlović
- Ermin Rakovič
- Aleksandar Rodić
- Denis Selimović
- Marko Simeunovič
- Muamer Vugdalić
- Eric Akoto

## Palmares
- Cupa Sloveniei (2): 2008, 2009
- Supercupa Sloveniei (1): 2008
- A Doua Ligă Slovenă (1): 2006